# Helsingørvej (Helsinge)
 Helsingørvej  er en to sporet omfartsvej der går nord om Helsinge. Vejen er en del af sekundærrute 205 der går imellem Helsinge og Frederiksværk.
Den er med til at lede trafikken der skal mod Frederiksværk, Helsingør, uden om Helsinge Centrum, så byen ikke bliver belastet af for meget trafik.
Vejen forbinder Frederiksværkvej i vest med Helsingørvej i øst, og har forbindelse til Græstedvej, Skolegade, Kildevej og Frederiksværk.